# Lista över fornlämningar i Ulricehamns kommun
Lista över fornlämningar i Ulricehamns kommun är en förteckning av ett urval av de fornlämningar som finns i Ulricehamns kommun.

## Blidsberg
Se Lista över fornlämningar i Ulricehamns kommun (Blidsberg)

## Böne
Se Lista över fornlämningar i Ulricehamns kommun (Böne)

## Dalum
Se Lista över fornlämningar i Ulricehamns kommun (Dalum)

## Finnekumla
Se Lista över fornlämningar i Ulricehamns kommun (Finnekumla)

## Fänneslunda
Se Lista över fornlämningar i Ulricehamns kommun (Fänneslunda)

## Grovare
| Namn        | Lämningstyp      | Tillkomsttid | Historisk indelning    | Plats | Läge                 | ID-nr          | Bild                                 |
| ----------- | ---------------- | ------------ | ---------------------- | ----- | -------------------- | -------------- | ------------------------------------ |
| Grovare 1:1 | Gravfält         |              | Grovare, Västergötland |       | 57.887196, 13.210557 | 10167300010001 | Ladda upp en bild av detta fornminne |
| Grovare 2:1 | Kyrka/kapell     |              | Grovare, Västergötland |       | 57.887729, 13.215604 | 10167300020001 | Ladda upp en bild av detta fornminne |
| Grovare 2:3 | Begravningsplats |              | Grovare, Västergötland |       | 57.887654, 13.215702 | 10167300020003 | Ladda upp en bild av detta fornminne |

## Grönahög
Se Lista över fornlämningar i Ulricehamns kommun (Grönahög)

## Gullered
Se Lista över fornlämningar i Ulricehamns kommun (Gullered)

## Gällstad
Se Lista över fornlämningar i Ulricehamns kommun (Gällstad)

## Humla
Se Lista över fornlämningar i Ulricehamns kommun (Humla)

## Hällstad
Se Lista över fornlämningar i Ulricehamns kommun (Hällstad)

## Härna
Se Lista över fornlämningar i Ulricehamns kommun (Härna)

## Hössna
Se Lista över fornlämningar i Ulricehamns kommun (Hössna)

## Knätte
Se Lista över fornlämningar i Ulricehamns kommun (Knätte)

## Kärråkra
Se Lista över fornlämningar i Ulricehamns kommun (Kärråkra)

## Kölaby
Se Lista över fornlämningar i Ulricehamns kommun (Kölaby)

## Kölingared
Se Lista över fornlämningar i Ulricehamns kommun (Kölingared)

## Liared
Se Lista över fornlämningar i Ulricehamns kommun (Liared)

## Marbäck
Se Lista över fornlämningar i Ulricehamns kommun (Marbäck)

## Murum
Se Lista över fornlämningar i Ulricehamns kommun (Murum)

## Möne
Se Lista över fornlämningar i Ulricehamns kommun (Möne)

## Strängsered
| Namn             | Lämningstyp  | Tillkomsttid | Historisk indelning        | Plats | Läge                 | ID-nr          | Bild                                 |
| ---------------- | ------------ | ------------ | -------------------------- | ----- | -------------------- | -------------- | ------------------------------------ |
| Strängsered 3:1  | Stensättning |              | Strängsered, Västergötland |       | 57.774309, 13.714559 | 10178100030001 | Ladda upp en bild av detta fornminne |
| Strängsered 9:1  | Stensättning |              | Strängsered, Västergötland |       | 57.750995, 13.658724 | 10178100090001 | Ladda upp en bild av detta fornminne |
| Strängsered 11:1 | Stensättning |              | Strängsered, Västergötland |       | 57.752221, 13.658393 | 10178100110001 | Ladda upp en bild av detta fornminne |
| Strängsered 13:1 | Gravfält     |              | Strängsered, Västergötland |       | 57.758199, 13.684739 | 10178100130001 | Ladda upp en bild av detta fornminne |
| Strängsered 17:1 | Röse         |              | Strängsered, Västergötland |       | 57.782785, 13.696146 | 10178100170001 | Ladda upp en bild av detta fornminne |
| Strängsered 45:1 | Stenkrets    |              | Strängsered, Västergötland |       | 57.742734, 13.718377 | 10178100450001 | Ladda upp en bild av detta fornminne |
| Strängsered 46:1 | Stensättning |              | Strängsered, Västergötland |       | 57.752405, 13.723181 | 10178100460001 | Ladda upp en bild av detta fornminne |
| Strängsered 55:1 | Stensättning |              | Strängsered, Västergötland |       | 57.772312, 13.711757 | 10178100550001 | Ladda upp en bild av detta fornminne |
| Strängsered 63:1 | Stensättning |              | Strängsered, Västergötland |       | 57.815264, 13.740407 | 10178100630001 | Ladda upp en bild av detta fornminne |

## Södra Säm
Se Lista över fornlämningar i Ulricehamns kommun (Södra Säm)

## Södra Ving
Se Lista över fornlämningar i Ulricehamns kommun (Södra Ving)

## Södra Vånga
Se Lista över fornlämningar i Ulricehamns kommun (Södra Vånga)

## Timmele
Se Lista över fornlämningar i Ulricehamns kommun (Timmele)

## Tvärred
Se Lista över fornlämningar i Ulricehamns kommun (Tvärred)

## Ulricehamn
Se Lista över fornlämningar i Ulricehamns kommun (Ulricehamn)

## Varnum
Se Lista över fornlämningar i Ulricehamns kommun (Varnum)